# 氧气中毒
氧氣中毒（英語：Oxygen toxicity），是指吸入高濃度高壓氧氣的不良反應，又稱氧气毒性症，氧气毒性。这种症状历史上曾称以发现及描述此病症的19世纪研究员命名，其對中樞神经系统的影響称为保罗·伯特症，對肺的影響則稱為劳伦史密斯症。氧氣中毒嚴重時會導致細胞的受損及死亡，多数症状表现在中樞神经系统、肺和眼睛。氧氣中毒可能对潜水员、依賴高濃度氧氣維生的人（例如早產嬰兒）以及进行高压氧疗的人造成威胁。
吸入加压的氧气会导致人体组织中氧含量过高，从而形成高氧症。暴露在高压氧气中的类型不同，人体所受到的影响也不同。人体短时间内暴露在高于大气中氧气分压的氧气中会导致中枢神经系统中毒，长时间或暴露于标准气压下的氧气时则会导致肺部和眼睛中毒。症状可能包括迷失方向、呼吸困难、视力改变（例如近視）。如果更长时间地暴露于氧分压高于标准大气压的氧气中，或者短时间暴露在极高压的氧气中，则会导致细胞膜氧化应激、肺泡萎缩、视网膜脱落以及癫痫发作。氧气中毒的处置方法是减少与高压氧气的接触。有研究表明，长期来说，人体可以在氧气中毒后恢复到健康状态。
避免氧气中毒的醫學指南可適用於需要呼吸氣體中的氧氣分壓較高，大於空氣中氧氣分壓的場合，包括使用壓縮呼吸氣體的潜水員、高壓治療、新生兒護理及载人航天。因為這些醫學指南，因氧气中毒造成的癲癇發作越來越少，而肺部及眼睛的損傷主要局限於早產兒護理時才會出現。
近年來，氧氣也會用在一些非醫療性應用中，例如氧氣吧。美国食品药品监督管理局建議有心臟或肺部疾病的人不要去氧氣吧。水肺潛水員會呼吸高濃度的氧氣，甚至濃度會到100%，因此需針對使用這類氣體進行特別的訓練。

## 分類

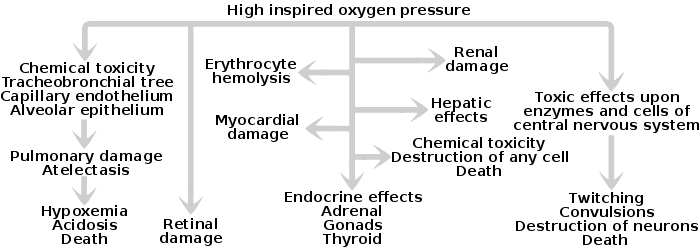
Diversity and progression of toxic effects produced by exposure to increased oxygen pressures.

氧氣中毒可以按受影響对象分为三種主要类型：
- 中樞神經系統：在高壓的情況下抽搐，然後神志不清；
- 肺部：於不停增加壓力時呼吸困難和胸部疼痛；
- 眼睛（視網膜病變症狀）：在高壓的情況下眼部特徵改變。

中枢神经系统氧气中毒的症状包括癫痫发作、短暂的四肢僵硬并伴有抽搐和神志不清，这对于承受超过大气压的潜水员来说是致命的。肺部氧气中毒会导致肺部受损、呼吸疼痛和呼吸困难。氧气中毒造成的眼部氧化损伤可能导致近视或部分视网膜脱落。在供氧是处置的一步时，特别是对新生儿来说，肺部和眼部的损伤最容易发生，这也是高压氧疗中的一个引人关注的问题。
人体内的任何细胞都可能发生氧化损伤，但其主要影响上述三者。红细胞也可能发生氧化损伤，从而引发溶血反應。肝臟、心肌、内分泌腺（腎上腺、生殖腺和甲状腺）和腎的细胞也会受到氧化损伤的影响。
在非正常的情況下，氧氣中毒對組織的影響是可視的。有研究懷疑在太空飛行時，高濃度氧氣會對骨骼造成損傷。

## 症狀及體徵
| 暴露时间(分钟) | 人数 | 症状                                          |
| -------------- | ---- | --------------------------------------------- |
| 96             | 1    | 严重头晕肌肉痉挛、呕吐                        |
| 60–69          | 3    | 嘴唇抽动、不舒适恶心眩晕、手臂抽动            |
| 50–55          | 4    | 严重嘴唇抽动、眩晕、呓语、嗜睡                |
| 31–35          | 4    | 恶心眩晕、嘴唇身体抽动                        |
| 21–30          | 6    | 身体抽动、疲劳、 严重嘴唇抽动、上腹癫痫、失忆 |
| 16–20          | 8    | 身体抽动、眩晕、上腹癫痫、 呼吸急促           |
| 11–15          | 4    | 呼吸控制、嘴唇抽动、昏迷、恶心、头脑混乱      |
| 6–10           | 6    | 眩晕、嘴唇抽动、痒灼感、严重恶心、打嗝        |

## 原因
人体当暴露在氧气分压大于大气中的氧气分压的氧气中时，就可能引起氧气中毒。氧气中毒主要发生在以下三种情况中：潜水、高压氧疗以及提供额外氧气的时候（特别是对新生儿而言）。各情况下的危险因素都有显著的不同。

### 中枢神经系统毒性

吸入氧气时典型的肺活量减少的典型曲线。
如果處在氧氣100千帕下長時間（約為12小時）
將有高機率造成 肺部氧氣中毒
Lambertsen在1987年总结道人体可以无限期地忍受50千帕下的氧气。

潜水员和进行高压氧疗的患者最可能暴露在超过160千帕斯卡的氧气分压（约为标准大气中氧气分压的八倍）的氧气中数分钟至数小时不等，而这常常与中枢神经系统中毒有关。因为海平面大气压通常只有约100千帕斯卡，中枢神经系统中毒可以只发生在外界压力比通常情况高的高壓氧治療的情况下。在60米水深下呼吸氧气的潜水员面临着氧气中毒“冲击”（癫痫发作）的危险。当潜水员在较浅的深度下吸入高氧气体等混入氧气的混合气体时，类似情况也可能发生。潜水员只有在最大工作水深下才能吸入这类混合物。

## 拓展阅读
- Lamb, John S. . Flagstaff: Best Publishing, 120 pages. 1999. ISBN 0-941332-68-3. OCLC 44018369.
- Lippmann, John; Bugg, Stan. . Teddington, UK: Underwater World Publications. 1993. ISBN 0-946020-18-3. OCLC 52056845.
- Lippmann, John; Mitchell, Simon. .  2nd. Victoria, Australia: J.L. Publications. 2005: 121–4. ISBN 0-9752290-1-X. OCLC 66524750.